# Carl von Waeber

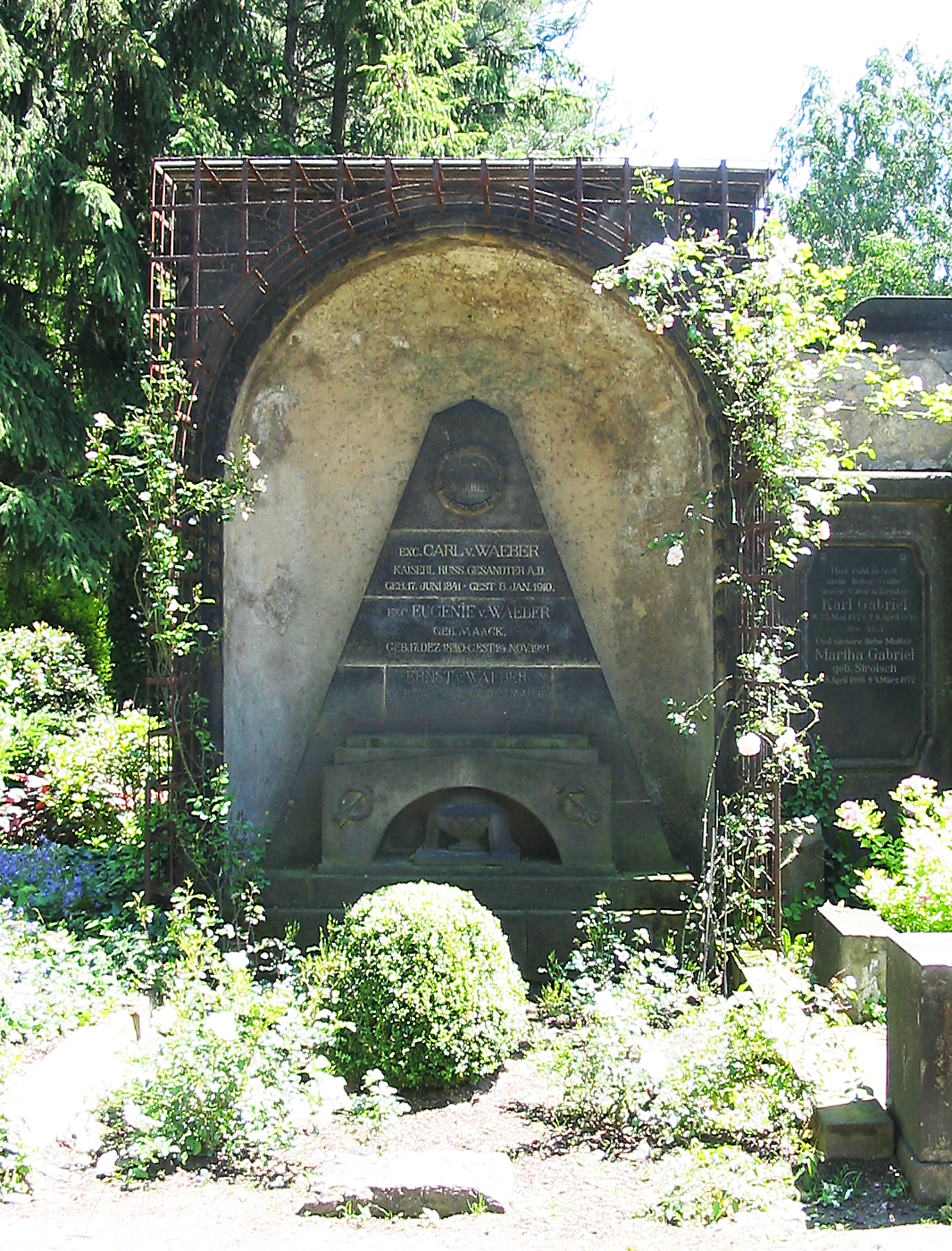
Grabmal Carl von Waebers auf dem Friedhof Radebeul-West

Carl Friedrich Theodor von Waeber (* 5. Junijul. / 17. Juni 1841greg. in Liepāja (dt. Libau), Gouvernement Kurland, Russisches Kaiserreich, heute in Lettland; † 8. Januar 1910 in Niederlößnitz, heute Radebeul; auch Carl v. Waeber, Carl Iwanowitsch (von) Waeber, Karl Ivanovich Weber; russisch Карл Фридрих Теодор (Карл Иванович) фон Вебер; Hangeul: 위패, Hanja: 韋貝, Revidierte Romanisierung: Wipae, McCune-Reischauer: Wip'ae) war ein kaiserlich-russischer Gesandter in Korea und Freund des dortigen Königs Gojong.

## Leben und Wirken
Waeber war der Sohn des aus Hamburg stammenden Lehrers Johann Heinrich Waeber. 1860–62 studierte er in St. Petersburg orientalische Sprachen. Von 1865 bis 1871 war er russischer Gesandtschaftsattaché in Peking, dann für die nächsten zwei Jahre Sekretär des Generalkonsulats in Jeddo (Tokio) sowie Vizekonsul in Yokohama. Am 18. April 1872 heiratete er das erste Mal in St. Petersburg Jenny Alide Maack.
Von 1873 bis 1875 war er in Jeddo erst stellvertretender Generalkonsul und ab 1875 russischer Konsul; 1876 besetzte er auch die Posten des dänischen und des deutschen Konsuls in Tientsin.
Ab 1884 war Waeber während der Aushandlung des russischen Freundschaftsvertrags in außerordentlicher Mission in Korea, von 1885 bis 1898 dann als dortiger Geschäftsträger. 1888 erfolgte die Beförderung zum Wahren Staatsrat. Er beherbergte den Kaiser von Korea auf dessen Flucht in der russischen Gesandtschaft. 1898 wurden seine Bemühungen mit der Erhebung in den russischen Adel ausgezeichnet.
Schon ab 1895 bis 1900 besetzte er den Posten des Gesandten in Mexiko, ging jedoch erst 1897 von Korea dorthin. 1900 wurde er aus seinen Ämtern verabschiedet, jedoch von 1902 bis 1903 noch einmal als Spezialgesandter nach Korea gesandt. Von Waeber lebte bis 1908 in St. Petersburg.
Waeber wohnte in seinem letzten Lebensabschnitt in der Villa Korea in der Blumenstraße 6 in Niederlößnitz in Sachsen. Das Grabmal von Waebers auf dem Friedhof Radebeul-West stammt von den Architekten Otto Rometsch und Adolph Suppes, die Bildhauerarbeiten von Ernst Thalheim. Neben Waeber liegen dort seine Ehefrau Eugenie (1850–1921) und Sohn Ernst (1873–1917).
Waeber wurde mit dem höchsten russischen Orden, dem Orden des Heiligen Andreas des Erstberufenen, ausgezeichnet.